# Dennis Pond
Dennis Pond is een meer in Newfoundland en Labrador, de oostelijkste provincie van Canada. Het meer bevindt zich in de gemeente Channel-Port aux Basques in het zuidwesten van Newfoundland.

## Geografie
Dennis Pond heeft een oppervlakte van ruim 18 hectare. Aan de zuidrand van het meer ligt Dennis Hill, een klein dorp dat deel uitmaakt van Channel-Port aux Basques.
Drie uiterst noordelijke stukken van Dennis Pond worden van het hoofdgedeelte afgescheiden door dijken. Het betreft enerzijds een dijk waarop de Trans-Canada Highway gelegen is en anderzijds twee dijken van de Newfoundland T'Railway, het langeafstandspad dat de loop van de voormalige Newfoundlandse spoorweg volgt.